# ТЕС Афам VI
4°50′58.6″ пн. ш. 7°15′24.5″ сх. д. / 4.849611° пн. ш. 7.256806° сх. д.
ТЕС Афам VI — теплова електростанція в Нігерії у південному штаті Риверс, розташована у 20 км на схід від його столиці Порт-Гаркорт.
У 2000-х роках компанія Shell намагалась викупити станцію Афам I—V, розташовану менш ніж у кілометрі від її газопереробного заводу Околома. Проте в підсумку вона реалізувала проект спорудження власної ТЕС Афам VI, тоді як наявні потужності у 2013 році продали компанії Televeras Ltd.
Станція Афам VI споруджена за технологією комбінованого парогазового циклу та обладнана трьома газовими турбінами потужністю по 165 МВт, які через три котли-утилізатори живлять парову турбіну потужністю 190 МВт. Втім, встановлена сукупна потужність ТЕС дещо менша, аніж номінальні характеристики її елементів — 650 МВт. Введення турбін в експлуатацію здійснили протягом 2008—2010 років.
У листопаді 2017 року власник станції заявив, що через поганий стан розрахунків та відсутність достатнього збуту за останні роки проект згенерував збитків на 200 млн доларів США.